# Lipscani
Lipscani, znana dawniej jako Ulița Mare – ulica w trzecim sektorze Bukaresztu, stolicy Rumunii, oraz dzielnica wokół niej położona. W średniowieczu była ważnym centrum wymiany handlowej, obejmującym swym zasięgiem całą Wołoszczyznę. W dzielnicy tej znajdują się ruiny dawnego pałacu książęcego, wybudowanego przez Włada Palownika.

## Historia
Nazwa dzielnicy pochodzi od rumuńskiego egzonimu Lipsca, oznaczającego Lipsk, i nawiązuje do miejsca pochodzenia produktów, które dawniej można było nabyć przy głównej ulicy. Jest z tym związane słowo lipscan, pierwotnie znaczące mieszkaniec Lipska, którego zaczęto używać jako określenia kupca, który sprowadzał towary z Europy Zachodniej.
Lipscani było główną ulicą handlową, swoje siedziby mieli tutaj szewcy, bednarze, złotnicy, zegarmistrze, itd. Niektóre z okolicznych ulic stały się własnością poszczególnych gildii, a ich nazwy do dziś odzwierciedlają profesje dawnych mieszkańców.
W epoce socjalizmu cała dzielnica miała zostać wyburzona. Wiele budynków rozebrano – część z nich do dziś nie doczekała się odbudowy. Obecnie okolica podlega stopniowej renowacji, rozpoczętej zamknięciem części ulic dla ruchu kołowego i odnowieniem kilku najbardziej zniszczonych budynków.